# Café Donnersberg

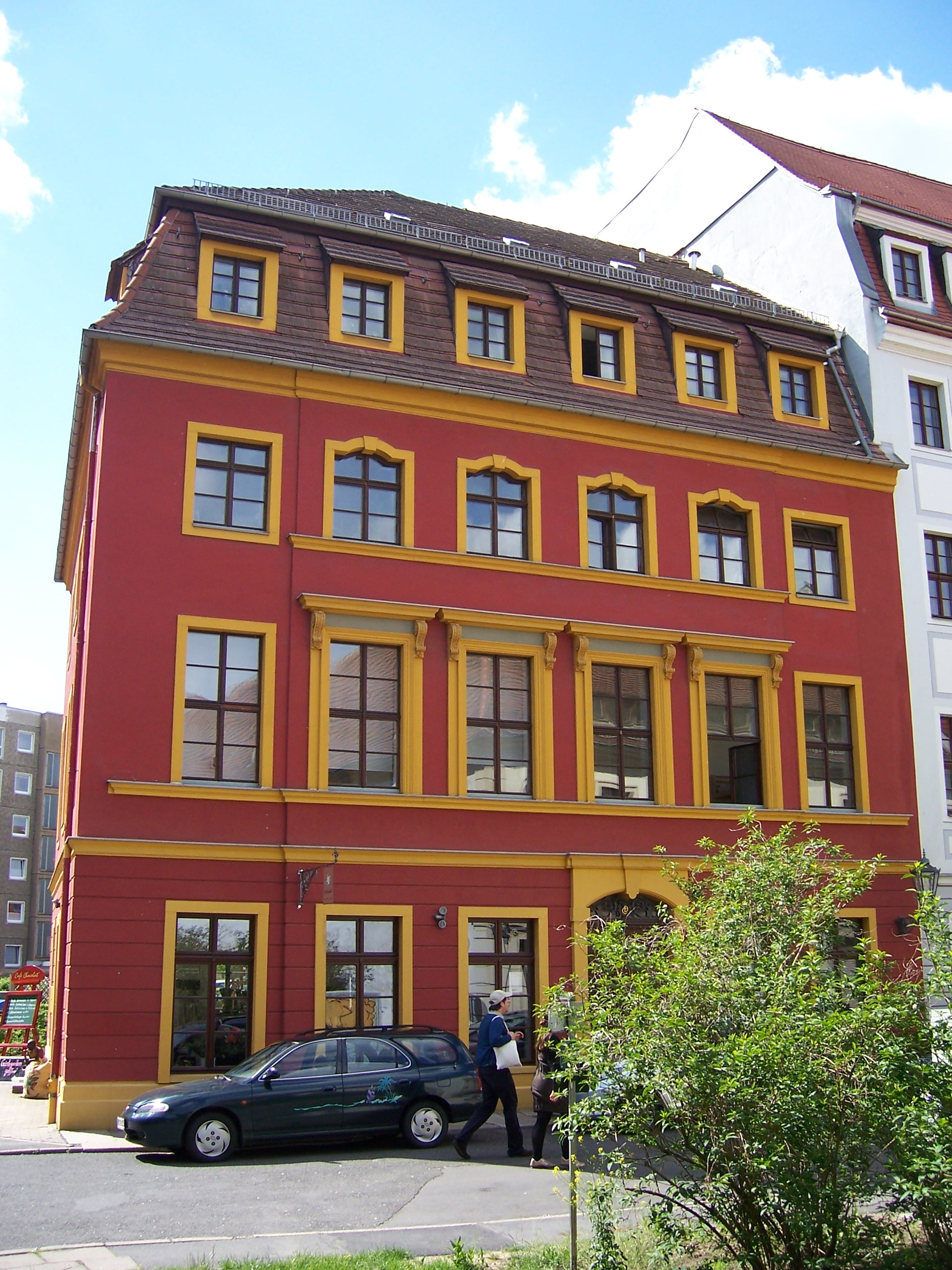
Café Donnersberg auf der Rähnitzgasse 7

Das Café Donnersberg war ein Café an der Rähnitzgasse 7 in Dresden, das seinen Namen der Donnersberg-Fraktion in der Frankfurter Nationalversammlung verdankte. Später hieß es Café Chocolat, dessen neue Betreiber aber aufgrund umfangreicher und voraussichtlich lang anhaltender Bauarbeiten in der Umgebung das Geschäft wieder schließen mussten.
Das Gebäude ist neben dem Hotel Bellevue und dem Hotel Hilton Dresden eines der wenigen Beispiele für die rekonstruierende, historisierende Architektur der 1980er Jahre in Dresden, die die Spätphase der Ost-Postmoderne prägte. So wurden Details des Hauses im Stil der Bürgerhäuser der ersten Hälfte des 18. Jahrhunderts gebaut.
An der Rähnitzgasse 7 stand bis 1988 ein Bürgerhaus aus dem frühen 18. Jahrhundert, das auf den Kellergewölben eines 1685 zerstörten älteren Hauses stand. 1988 wurde dieses abgebrochen und ein neues Gebäude in enger Anlehnung an den Vorgängerbau wieder aufgebaut. Erhalten hat sich von dem Haus noch das Rundbogenportal auf der Rückseite des 1988 erbauten Café-Hauses. Das Gebäude besitzt im Erdgeschoss eine Illusionsmalerei, die genutete horizontale Gesimsbänder darstellt. Über dem Erdgeschoss befinden sich zwei Obergeschosse und ein Mansardgeschoss. Das erste Obergeschoss hat zur Rähnitzstraße hin eine Frontlänge von sechs Fensterachsen, wobei die vier Fenster in der Mitte des Hauses reich mit Bauplastik versehen wurden. Zu diesem Bauschmuck zählen profilierte Gewände, Konsolvoluten und gerade Fensterverdachungen. Im zweiten Obergeschoss haben die vier Fenster darüber keine geraden, sondern geschweifte Fensterstürze, jeweils mit einem Schlussstein dekoriert.